# Teinoptila puncticornis
Teinoptila puncticornis is een vlinder uit de familie stippelmotten (Yponomeutidae). De wetenschappelijke naam van deze soort is voor het eerst geldig gepubliceerd in 1891 door Thomas de Grey Walsingham.
De soort komt voor in het Afrotropisch gebied.